# Víctor Hugo Cabrera
Víctor Hugo Cabrera (Bogotá, 1968) é um ator colombiano.

## Filmografia
| Ano       | Título                        | Papel                |
| --------- | ----------------------------- | -------------------- |
| Televisão |                               |                      |
| 2011      | Confidencial                  | Padre desalmado      |
| 2009      | Bermúdez                      | Arturo Bermúdez      |
| 2006      | Hasta que la plata nos separe | Rafael Méndez        |
| 2005      | Lorena                        | Ele mesmo            |
| 2002      | Noticias Calientes            | Everaldo             |
| 2000      | La baby sister                | Reinaldo             |
| 2000      | Brujeres                      | Sebastián            |
| 1999      | Me llaman Lolita              | Pacho Minguez        |
| 1999      | El Fiscal                     | Rojas                |
| 1998      | Corazones de asfalto          | Alfredo              |
| 1993      | Espumas                       | Ele mesmo            |
| 1993      | Detrás de un ángel            | Ele mesmo            |
| 1992      | Mi alma se la dejó al Diablo  | Ele mesmo            |
| 1990      | Señora Bonita                 | Ele mesmo            |
| 1990      | Te Voy a Enseñar a Querer     | Elenco               |
| 1990      | Benedicto                     | Ele mesmo            |
| 1989      | Los Colores de la Fama        | Ele mesmo            |
| 1987      | Romeo y Buseta                | Peter Alexander Tuta |
| 1987      | Camila                        | Ele mesmo            |
| 1986      | Vivir la vida                 | Ele mesmo            |
| 1985      | Oro                           | Ele mesmo            |
| 1983      | Cuentos del Domingo           | Ele mesmo            |
| 1979      | Las aventuras de Tom Sawyer   | Ele mesmo            |
| 1979      | La abuela                     | Elenco               |
| Cinema    |                               |                      |
| 2008      | Ni te Cases ni te Embargues   | Rubén                |
| 1979      | El taxista millonario         | Ele mesmo            |
| Teatro    |                               |                      |
|           | Playland                      | Desconhecido         |
| 2005      | Tierra de diversiones         | Desconhecido         |
| 1976      | Pluff el fantasmita           | Desconhecido         |
| 1975      | El rincón de los sueños       | Desconhecido         |
| 1973      | Cumbres borrascosas           | Desconhecido         |